# Hans von Nitsche
Hans Hermann Nikolaus von Nitsche (* 26. März 1855 in Hoyerswerda; † 15. Dezember 1927 in Herischdorf-Warmbrunn) war ein preußischer Generalmajor.

## Leben

### Herkunft
Hans war der Sohn des preußischen Generalleutnants Eduard von Nitsche (1825–1903) und dessen Ehefrau Johann, geborene Krieger (1835–1915).

### Militärkarriere
Nitsche besuchte Gymnasien in Posen und Gera sowie das Berliner Kadettenhaus. Am 23. April 1874 wurde er als Sekondeleutnant dem Garde-Füsilier-Regiment der Preußischen Armee überwiesen. Von Mitte Februar 1878 bis Ende März 1881 war er Adjutant und untersuchungsführender Offizier des III. Bataillons. Für drei Jahre war Nitsche ab Oktober 1881 zur weiteren Ausbildung an die Kriegsakademie kommandiert und stieg zwischenzeitlich Ende August 1883 zum Premierleutnant auf. Am 22. März 1887 folgte seine Kommandierung zum Großen Generalstab. Ein Jahr später wurde Nitsche unter Stellung à la suite seines Regiments als Adjutant der 34. Infanterie-Brigade nach Schwerin kommandiert und avancierte Ende März 1889 zum Hauptmann. Mit seiner Ernennung zum Kompaniechef war er vom 22. Mai 1889 bis zum 17. April 1896 wieder im Garde-Füsilier-Regiment tätig. Anschließend als Adjutant der 7. Division nach Magdeburg kommandiert, wurde Nitsche am 30. Mai 1896 unter Belassung in seiner Stellung als Major in das Magdeburgische Füsilier-Regiment Nr. 36 versetzt. Daran schloss sich vom 27. Januar 1898 bis zum 17. Juli 1902 eine Verwendung als Kommandeur des II. Bataillons im Garde-Grenadier-Regiment Nr. 5 an. Mit der Beförderung zum Oberstleutnant kam er dann nach Liegnitz in den Stab des Grenadier-Regiments „König Wilhelm I.“ (2. Westpreußisches) Nr. 7. Im März 1905 wurde Nitsche als Ehrenritter in den Johanniterorden aufgenommen. Unter Beförderung zum Oberst ernannte man ihn am 15. September 1905 zum Kommandeur des Infanterie-Regiments „Graf Tauentzien von Wittenberg“ (3. Brandenburgisches) Nr. 20 in Wittenberg. In Anerkennung seiner geleisteten Dienste erhielt er anlässlich des Ordensfestes im Januar 1909 den Kronenorden II. Klasse. Am 20. April 1909 wurde Nitsche in Genehmigung seines Abschiedsgesuches mit dem Charakter als Generalmajor und der gesetzlichen Pension zur Disposition gestellt.
Während des Ersten Weltkriegs wurde er als z.D.-Offizier wiederverwendet und war ab dem 15. Januar 1915 Kommandeur der 176. Landwehr-Brigade. In dieser Stellung erhielt er am 27. Januar 1915 das Patent zu seinem Dienstgrad. Im Verbund mit dem Korps „Zastrow“ nahm Nitsche an den Kämpfen an der Ostfront teil und wurde mit dem Eisernen Kreuz II. Klasse ausgezeichnet. Aufgrund seines Gesundheitszustandes gab Nitsche das Kommando über die Brigade wieder ab und seine Mobilmachungsbestimmung wurde daraufhin am 15. Mai 1915 wieder aufgehoben.

### Familie
Nitsche verheiratete sich am 27. Mai 1885 in Przysicka mit Klara Dionysius (* 1866). Aus der Ehe gingen die beiden Töchter Dorothea (* 1889) und Marianne (* 1891) hervor.